# Melanie Smithová (herečka)
Melanie Smithová (* 16. prosince 1962 Scranton, Pensylvánie) je americká herečka.
V televizi debutovala v roce 1987 v mýdlové opeře As the World Turns. V průběhu 90. let se objevila v seriálech, jako jsou např. Beverly Hills 90210, Melrose Place, Show Jerryho Seinfelda, Matlock či To je vražda, napsala. V roce 1997 ztvárnila v šesti epizodách seriálu Star Trek: Stanice Deep Space Nine v pořadí jako třetí herečka postavu Tory Ziyal, dceru gula Dukata. Po roce 2000 hrála např. v seriálech Larry, kroť se, Však ty víš, Strážkyně zákona a Gotham the Series.